# Tom Walkinshaw Racing

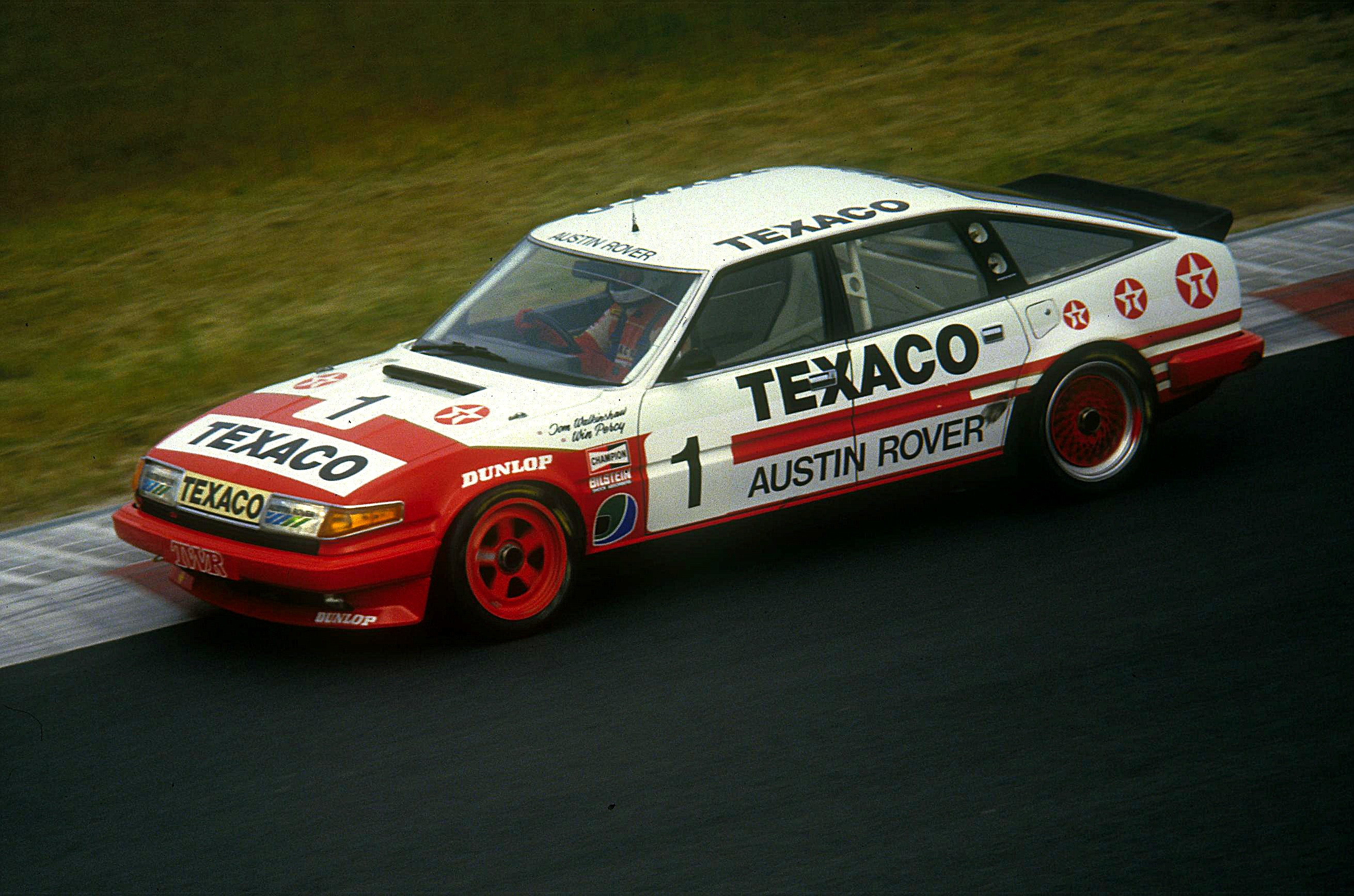
Tom Walkinshaw en 1985 au Nürburgring dans une Rover Vitesse

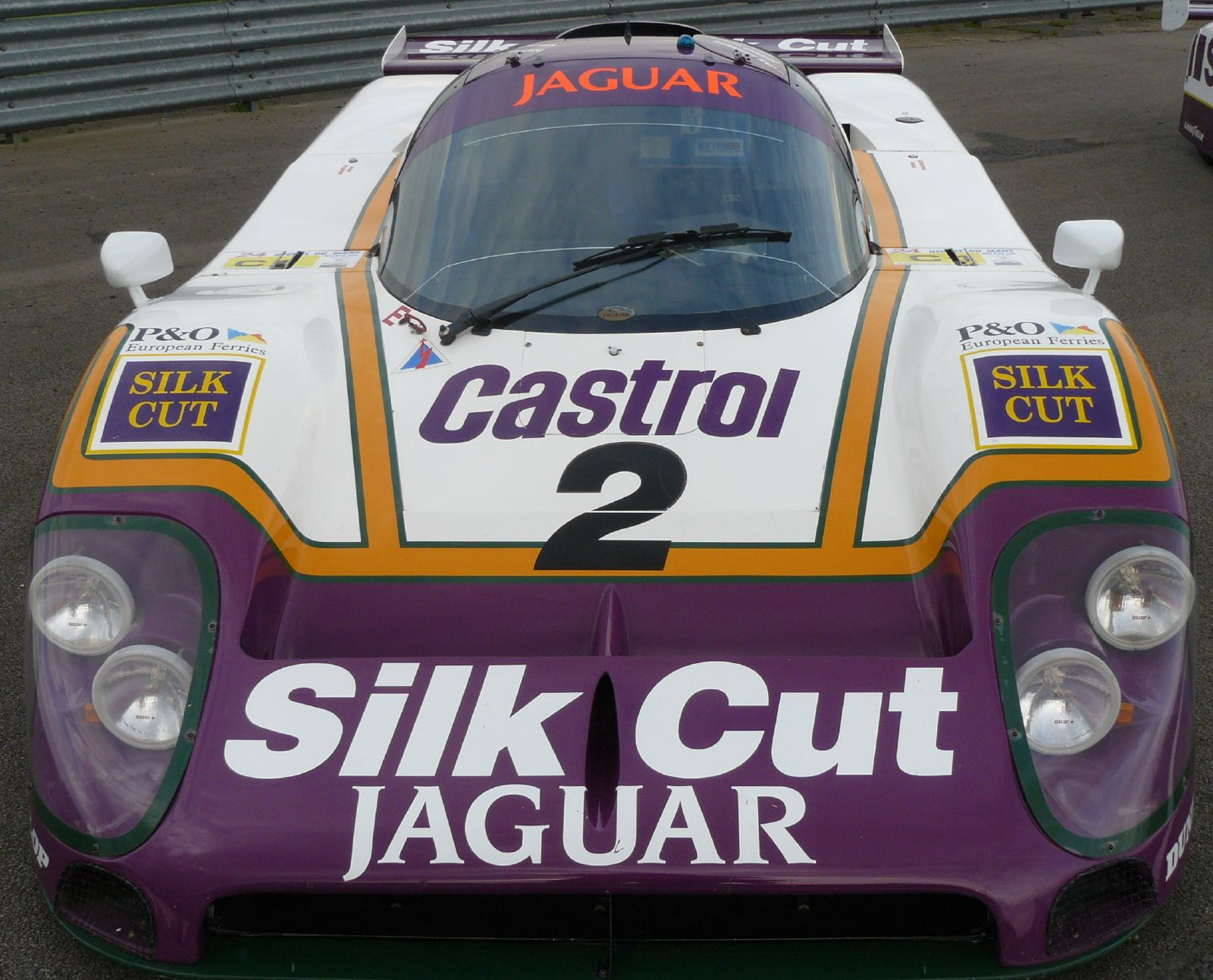
La Jaguar XJR-9 de 1988

Le Tom Walkinshaw Racing, ou plus simplement TWR, est une ancienne écurie britannique de sport automobile et une société d'ingénierie fondée en 1976 par Tom Walkinshaw et établie à Kidlington, près d'Oxford (Oxfordshire, Angleterre).
Cette société a participé à plusieurs championnat comme le BTCC, le Paris Dakar, le Championnat du monde des voitures de sport, le Championnat IMSA GT, le V8 Supercars et la Formule 1.

## Palmarès
- 24 Heures du Mans
  - Vainqueur en 1988 et 1990
  - Concepteur de la Porsche WSC-95 vainqueur en 1996 et 1997

- Championnat du monde des voitures de sport
  - Vainqueur en 1987, 1988 et 1991

## Construction automobile et ingénierie
La Jaguar XJR-14 développée par TWR a été utilisée comme base pour la Mazda MXR-01 et la Porsche WSC-95. TWR fut le constructeur du coupé Volvo C70 de 1997 à 2002 ainsi que des versions R de Jaguar.